# 新余市博物館
新余市博物館为中华人民共和国江西省新余市的市立博物馆。建築面積3952平方米。它是先頭羅坊會議紀念館和新余縣歷史文物陳列室合併而成。